# Carl Urban Keller

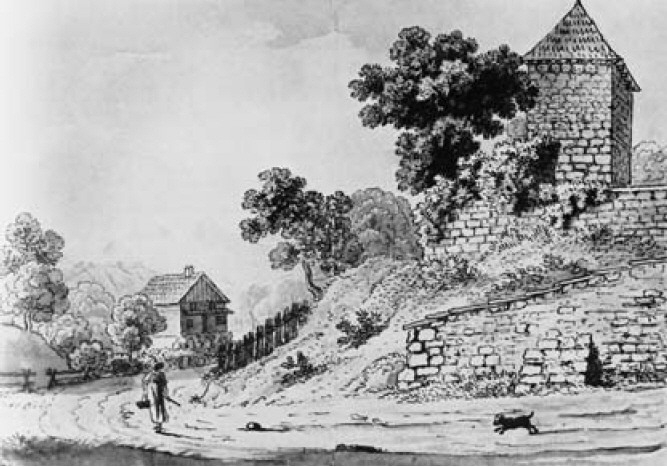
Burg Uznaberg in der Schweiz (1818)

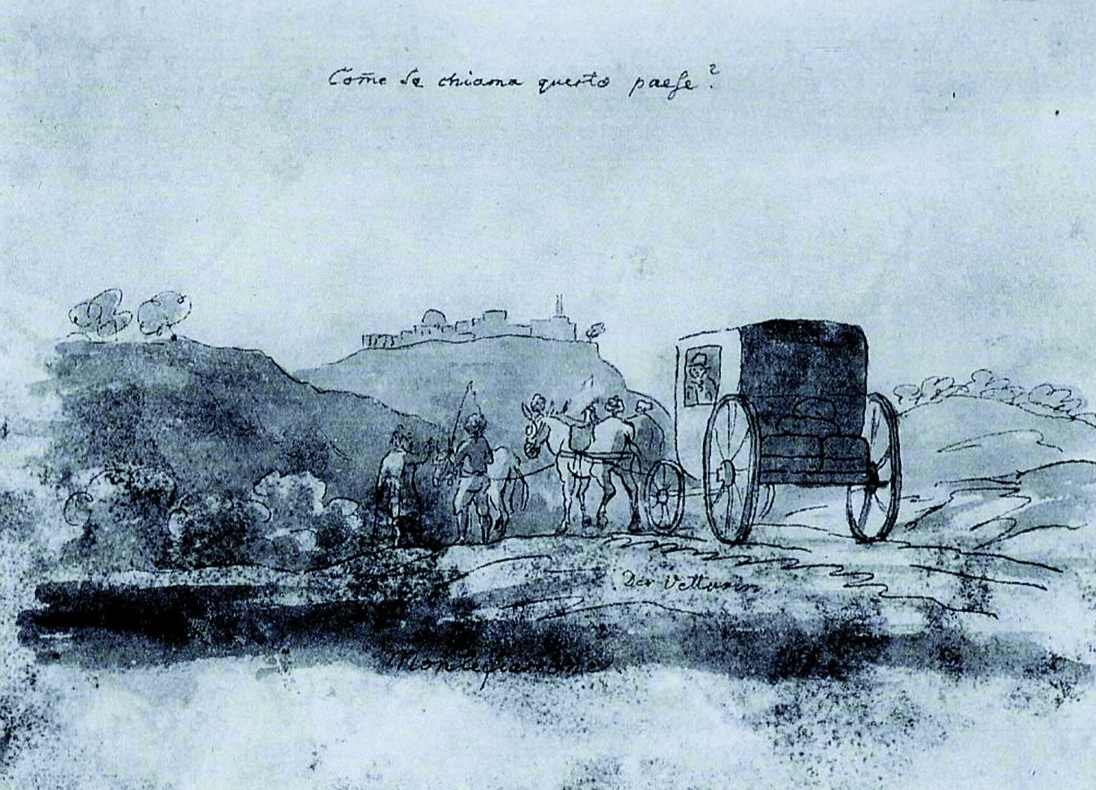
Kellers Reisevehikel in Italien (1810)

Carl Urban Keller (* 26. Oktober 1772 in Marbach am Neckar; † 15. März 1844 in Stuttgart) war ein in Tübingen promovierter Jurist und in Stuttgart praktizierender Anwalt, der auf seinen Ausflügen rund um Stuttgart und auf seinen zahlreichen Reisen Malerei und Radierung aus Liebhaberei betrieb und 1827 den Württembergischen Kunstverein mitgründete.

## Herkunft
Über Kellers Herkunft ist wenig bekannt. Sein Vater war vermutlich Ernst Urban Keller, Diakon zu Marbach, sein Großvater wohl der Ziegeleibesitzer Urban Keller, der sich als Grüninger „Rathsverwandter“ vehement für den Bestand der Privilegien seiner durch Ludwigsburg bedrohten Oberamtsstadt einsetzte und deshalb von 1723 bis 1725 vom Obervogt suspendiert wurde. In Grüningen, heute Markgröningen, gab es zudem einen am 14. November 1767 geborenen Namensvetter Karl Urban Keller, der auch schon für den besagten Maler gehalten wurde. Dessen Eltern waren Gottlieb Friedrich Keller, „Bürgermeister und Handelsmann allhier“, und die Pfarrerstochter Regina Catherina Klein aus Affalterbach (⚭ 1757). Pate des Grüninger Karl Urbans war wiederum der Marbacher Diakon Ernst Urban Keller.

## Künstlerleben
Keller wurde als „Oppidaner“ (ortsansässiger Student) der Hohen Karlsschule zu Stuttgart erzogen und schloss ein Studium der Rechtswissenschaften in Tübingen mit der Promotion ab. Vermutlich nahm er zudem Unterricht beim Landschaftsmaler Adolf Friedrich Harper (1725–1806). Spätestens ab 1798 zeichnete Keller Ansichten seiner schwäbischen Heimat, das heißt insbesondere von der Landeshauptstadt Stuttgart und der Oberamtsstadt Markgröningen, die ihm die einzigen Ansichten der wenig später abgerissenen Stadttore und eine Panorama-Skizze verdankt.

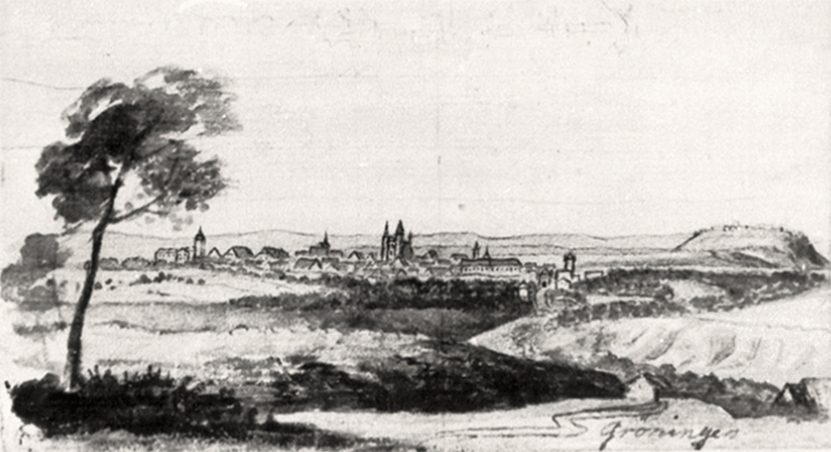
Blick auf „Gröningen“ von Südwesten (vor 1800)
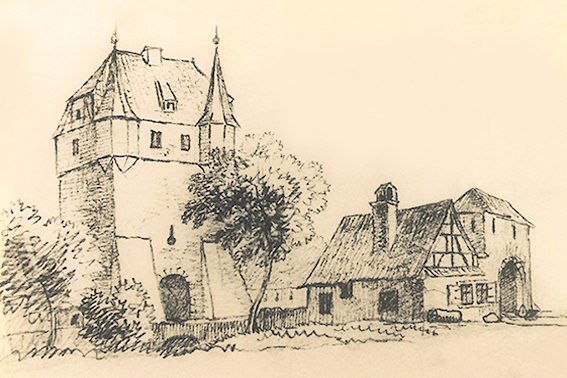
Ostertor in Markgröningen vor dem Abriss (um 1800)
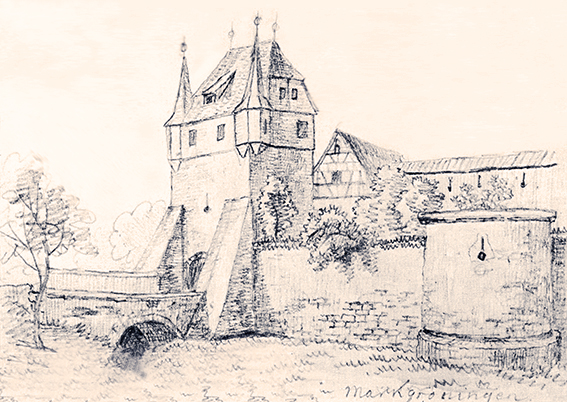
Später abgerissenes Esslinger Tor (um 1800)
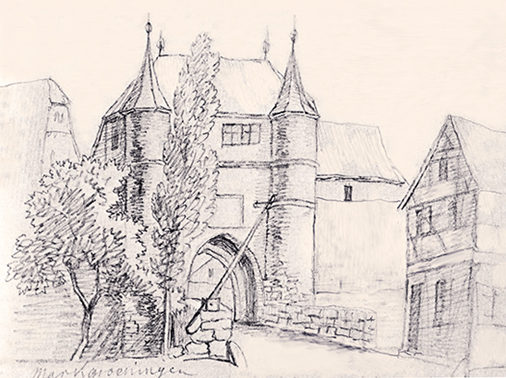
Später abgerissenes Unteres Tor (um 1800)
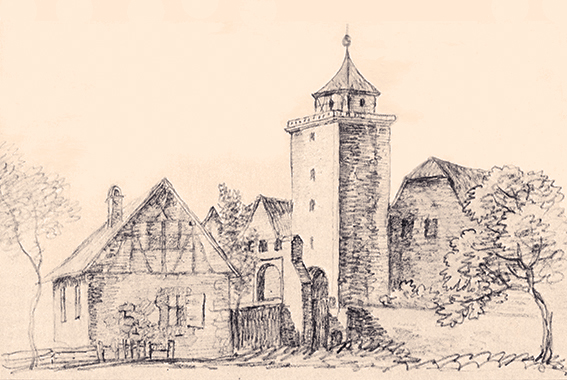
Oberes Tor um 1800 noch mit Vortor und Zugbrücke

Da Keller nie geheiratet hat, konnte er ohne familiäre Pflichten seiner Liebhaberei frönen und etliche ausgedehnte Reisen unternehmen, die er zeichnerisch und teils auch schriftlich dokumentierte. Seinen ersten Rom-Aufenthalt von 1802 bis 1803 verbrachte er gemeinsam mit dem Stuttgarter Maler Gottlieb Schick. Von seinem zweiten Rom-Aufenthalt 1810 sind Blätter von den Cervaro-Grotten erhalten. Keller fertigte seine Architektur- und Landschaftsdarstellungen als Aquarell sowie in Kaltnadel-, Aquatinta- oder Radiermanier im Geiste der Romantik an.
In den Graphischen Sammlungen der Württembergischen Landesbibliothek und der Staatsgalerie Stuttgart finden sich zahlreiche Werke Kellers. Darunter eine Reihe von Klebebänden mit lavierten Zeichnungen, die er auf seinen Reisen durch Deutschland, Österreich, die Schweiz und insbesondere Italien zwischen 1802 und 1825 anfertigte. Eine in sich geschlossene Gruppe innerhalb der ursprünglich 20 Sammelbände bilden 23 bisher unveröffentlichte Veduten, die Keller im Jahre 1822 während einer Fahrt von Roverto nach Sirmione am Gardasee zeichnete.
Keller nahm 1824 an der Stuttgarter Kunstausstellung teil und engagierte sich vor allem bei der 1827 erfolgten Gründung des Württembergischen Kunstvereins zu Stuttgart, dem er fortan als ehrenamtlicher Konservator vorstand.

## Rezeption
Mit seiner wohl etwas schwärmerisch kommentierten Dokumentation seiner ersten Italienreise handelte sich Keller 1806 einen Verriss in der Allgemeinen Literaturzeitung ein: „Mit so wenig Kenntnissen der hohen Merkwürdigkeiten Italiens und so wenig Geschmack im Urtheil und Vortrag möchte es wohl wenigen einfallen, wenn auch zu reisen, doch nicht ihre höchst alltäglichen und ungesäuberten Bemerkungen dem Publicum aufzutischen.“
Kellers überlieferte Städte- und Architekturansichten sind teilweise von hohem dokumentarischen Wert für die Stadtgeschichtsforschung.

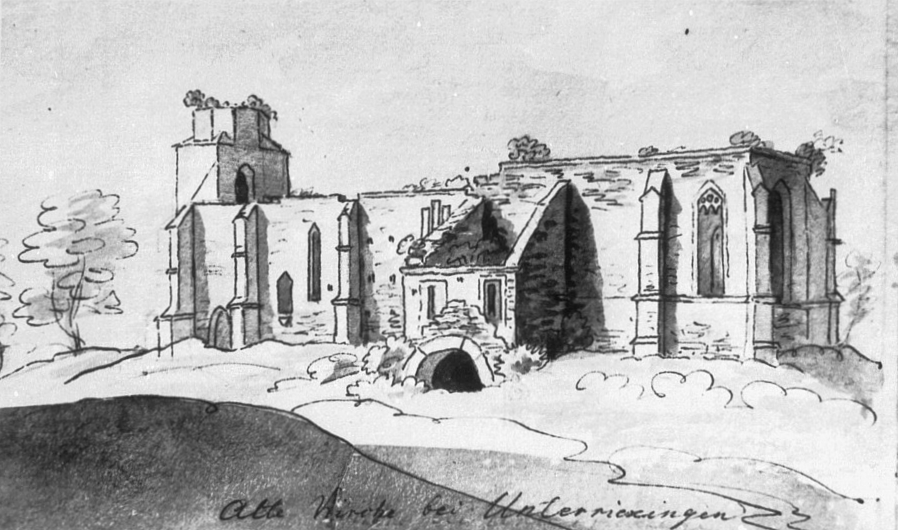
Ruine der Frauenkirche bei Unterriexingen (um 1800)
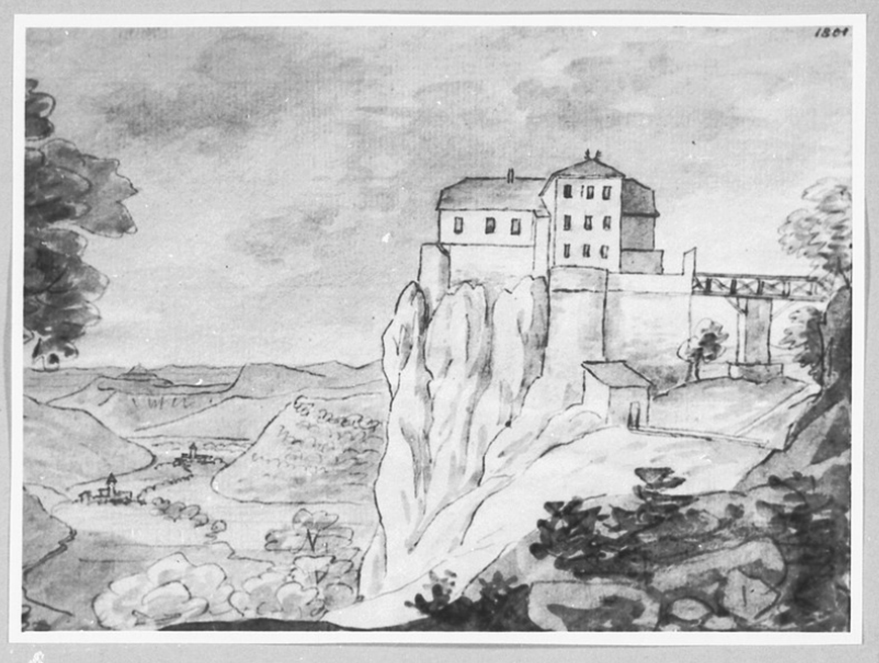
Schloss Lichtenstein (1801) vor dem romantischen Umbau
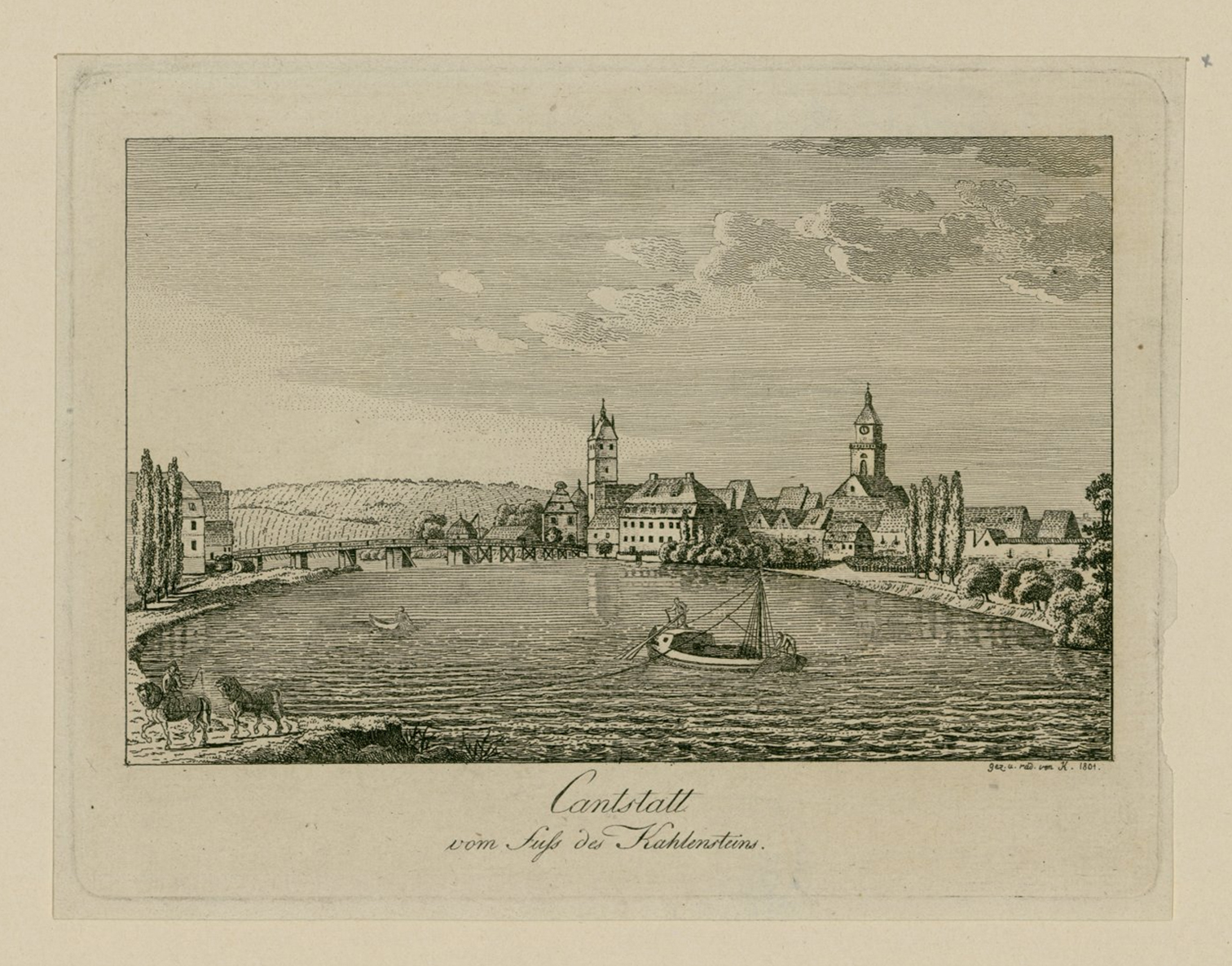
Cannstatt vom Fuß des Kahlensteins (1801)
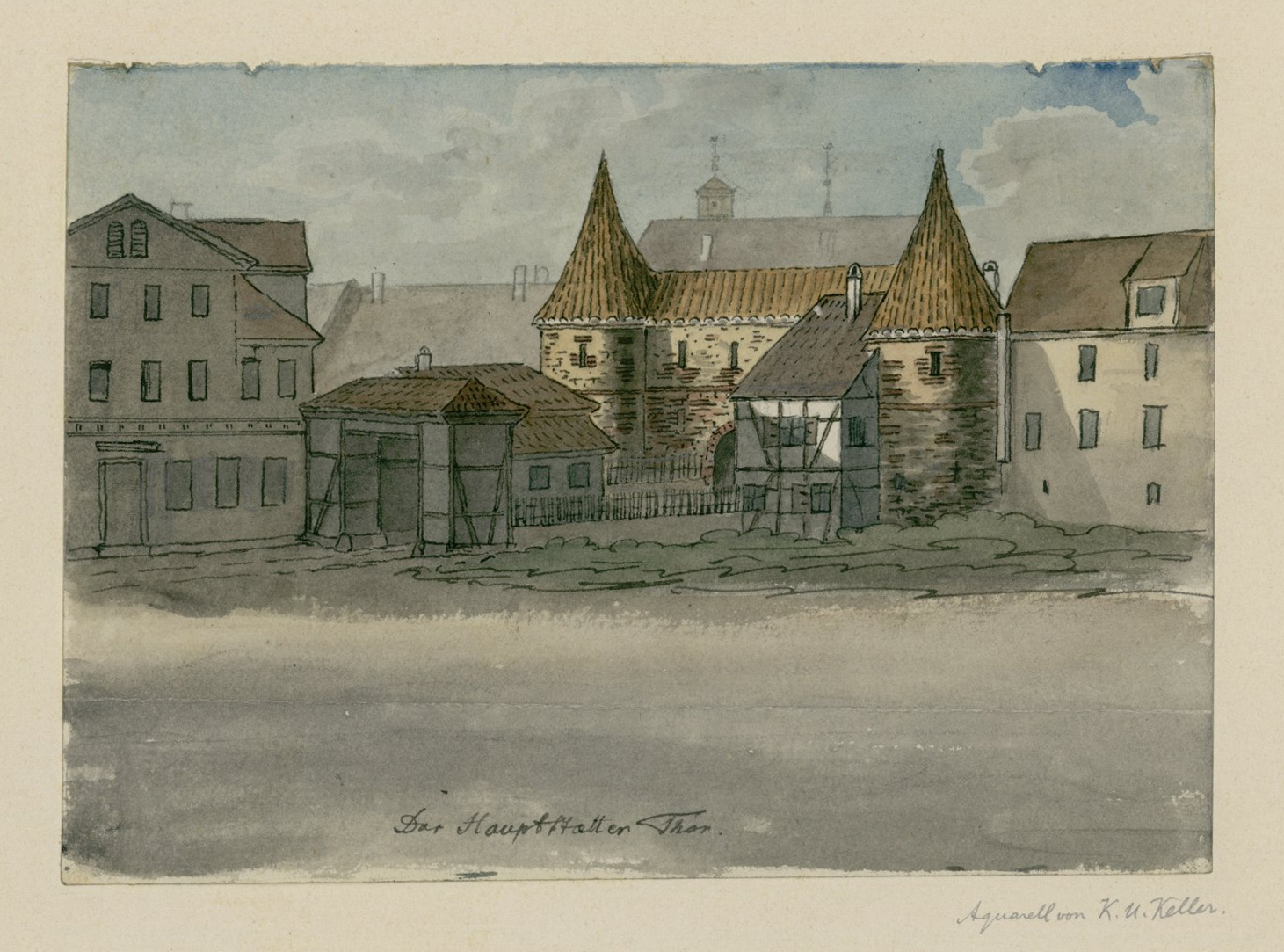
Hauptstätter Tor in Stuttgart vor dem Abriss (1818)
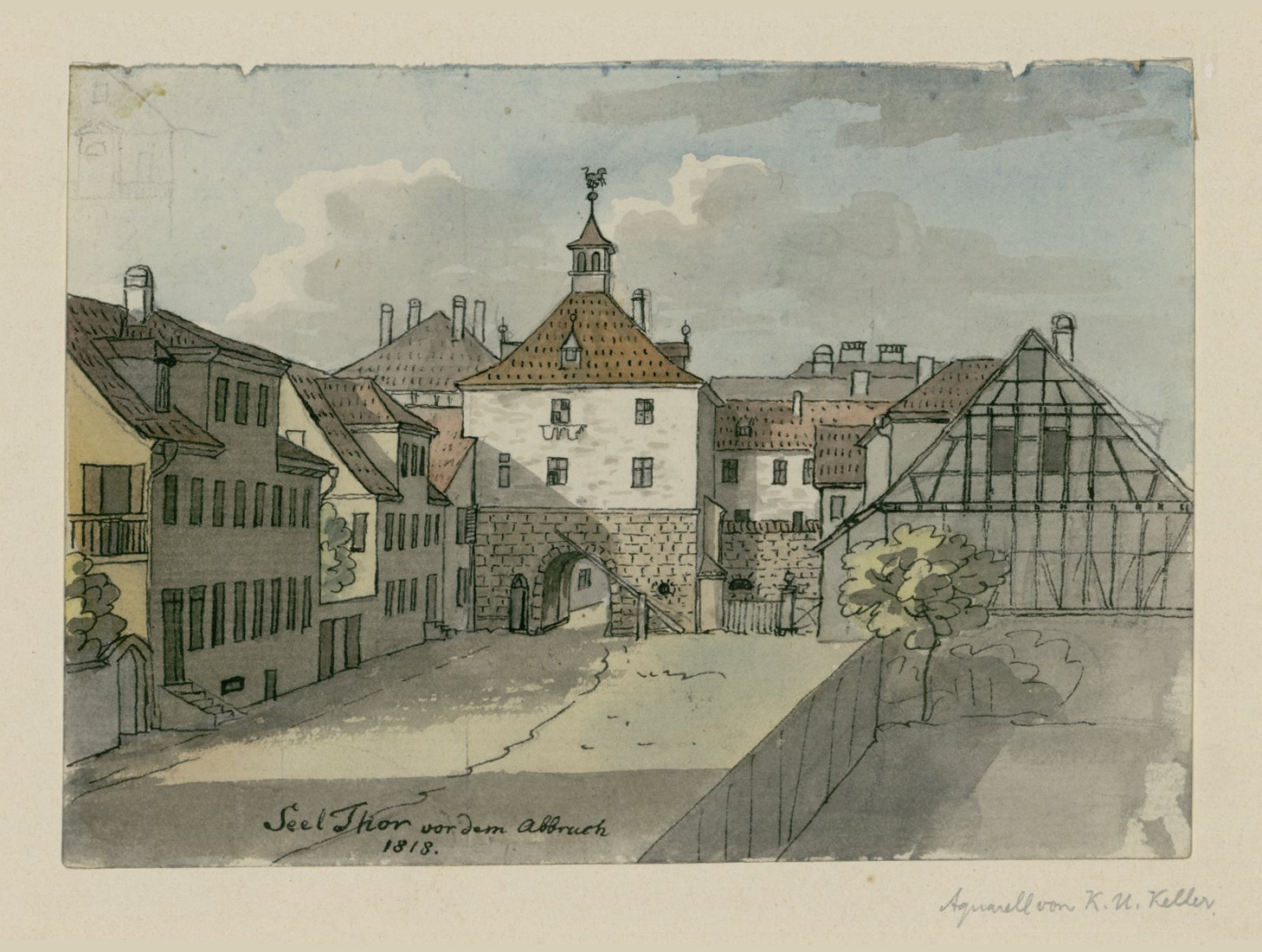
Seeltor in Stuttgart vor dem Abriss (1818)

## Publikationen Kellers
- Stuttgart mit seiner nahen Gegend. Nach der Natur als Panorama im Umrisse, und in zwölf radierten einzelnen Blättern dargestellt. Stuttgart 1804.[9]
- Schönheiten der Natur, gezeichnet auf einer Reise durch Italien, in den Jahren 1802 und 1803. Stuttgart: Franz Christian Löflund 1805.
- Neue bisher noch ganz unbekannte Art, den Tusch in Kupfer nachzuahmen, ohne irgend ein Aezmittel. Stuttgart: Löflund, 1815.